# Gy2000
Gy2000 är en utbildningsreform av den svenska gymnasieskolan som genomfördes år 2000.
Reformen innebar förändringar av innehållet i kurser och program. För varje program publicerades en programhandledning som innehöll programmål, kursplaner och betygskriterier. Dessa förändringar kunde vara stora för enskilda kurser eller program, till exempel för Teknikprogrammet som skapades då.
Däremot gjordes inga andra förändringar jämfört med den tidigare läroplanen Lpf 94 som hade programbeskrivningarna som separata delar. Därför förekommer det att Gy2000 inte nämns när olika historiska läroplaner för svenska skolan ska jämföras.
Thomas Östros från socialdemokraterna var utbildningsminister under genomförandet av Gy2000.